# 蘇我インターチェンジ
蘇我インターチェンジ（そがインターチェンジ）は、千葉県千葉市中央区にある京葉道路のインターチェンジである。

## 概要
かつては上り方面への出入口のみであったが、2007年（平成19年）5月30日に下り方面出入口が供用開始され、フルインターチェンジとなった。当ICは正式には京葉道路単独のICとなっており、館山自動車道との正式な境界は当ICから市原ICの途中にある千葉南JCTであるが、そこにはランプが整備されていないため、当ICが実質的な京葉道路の終点および館山自動車道の起点となっている。
なお現在下り方面出入口となっている辺りは、館山自動車道が開通するまで千葉南本線料金所が設置されており、ここから直接国道16号古市場交差点に接続していた。1995年（平成7年）に館山自動車道が開通した折に、館山自動車道接続部 - 古市場交差点が有料道路区間から切り離され、国道16号千葉バイパス（側道）に編入された（この時点で古市場交差点から京葉道路への直接乗り入れは出来なくなり、蘇我ICを利用することとなった）。しかし当時は国道16号千葉バイパスが全線供用されておらず蘇我ICが容量不足になることが予想されたため、このバイパスが開通した2001年（平成13年）まで千葉南本線料金所を縮小する形で千葉南仮出口が存在した。なお、当インターより館山道方面に進むと「次は市原IC 10km先」という千葉南仮出口が廃止されたことに伴い設置された標識が存在する。

## 接続する道路
- E14京葉道路(12番)
- 国道16号

## 周辺

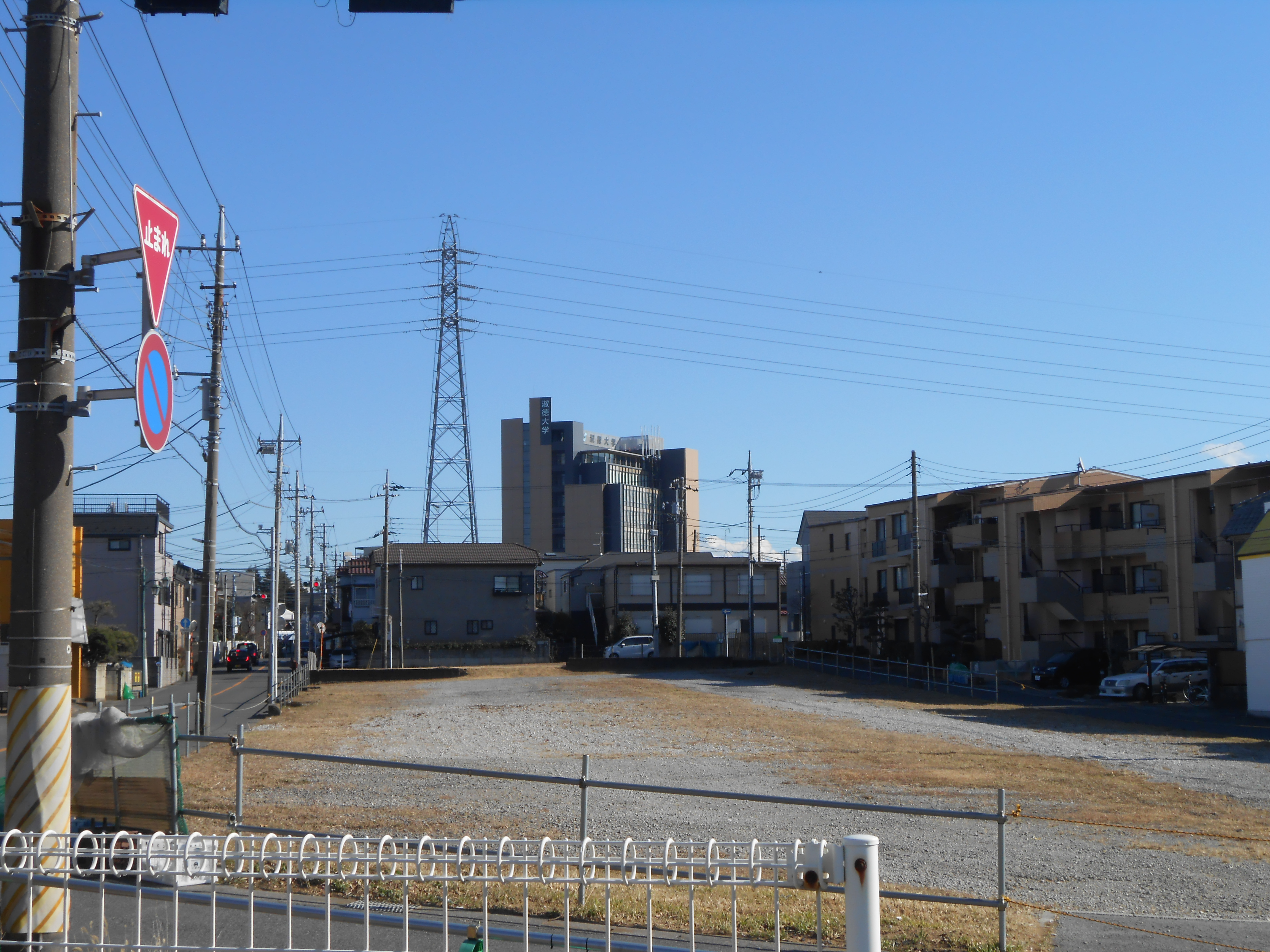
淑徳大学

- フクダ電子アリーナ
- 淑徳大学
- JR東日本蘇我駅

## 隣
E14 京葉道路
(11) 松ヶ丘IC - (12) 蘇我IC - (13) 市原IC（ E14 館山自動車道）